# 红城感恩寺
红城感恩寺，位于中国甘肃省兰州市永登县红城镇，为藏传佛教寺院。始建于明弘治五年（1492年），弘治七年（1494年）竣工。第二年，弘治帝敕名“感恩寺”，